# Beckology
Beckology es un álbum recopilatorio del guitarrista británico Jeff Beck, publicado el 19 de noviembre de 1991. Consta de tres discos y abarca canciones desde 1963 hasta 1989.

## Lista de canciones

### Disco uno
1. "Trouble in Mind" – The Tridents
2. "Nursery Rhyme" (live) (Bo Diddley) – The Tridents
3. "Wandering Man Blues" – The Tridents
4. "Steeled Blues" – The Yardbirds
5. "Heart Full of Soul" – The Yardbirds
6. "I'm Not Talking" – The Yardbirds
7. "I Ain't Done Wrong" – The Yardbirds
8. "Train Kept a Rollin'" – The Yardbirds
9. "I'm a Man" (Bo Diddley) – The Yardbirds
10. "Shapes of Things" – The Yardbirds
11. "Over Under Sideways Down" – The Yardbirds
12. "Happenings Ten Years Time Ago" – The Yardbirds
13. "Hot House of Omagarashid" – The Yardbirds
14. "Lost Woman" – The Yardbirds
15. "Rack My Mind" – The Yardbirds
16. "The Nazz Are Blue" – The Yardbirds
17. "Psycho Daisies" – The Yardbirds
18. "Jeff's Boogie" – The Yardbirds
19. "Too Much Monkey Business" (live) – The Yardbirds
20. "The Sun Is Shining" (live) – The Yardbirds
21. "You're a Better Man Than I" (live) – The Yardbirds
22. "Love Me Like I Love You" (live) – The Yardbirds
23. "Hi Ho Silver Lining" – Jeff Beck
24. "Tally Man" – Jeff Beck
25. "Beck's Bolero" – Jeff Beck

### Disco dos
1. "Shapes of Things" – The Jeff Beck Group
2. "I Ain't Superstitious" – The Jeff Beck Group
3. "Rock My Plimsoul" – The Jeff Beck Group
4. "Jailhouse Rock" – The Jeff Beck Group
5. "Plynth (Water Down the Drain)" – The Jeff Beck Group
6. "Drinking Again" – The Jeff Beck Group
7. "Definitely Maybe" – The Jeff Beck Group
8. "New Ways Train Train" – The Jeff Beck Group
9. "Going Down" – The Jeff Beck Group
10. "I Can't Give Back the Love I Feel for You" – The Jeff Beck Group
11. "Superstition" – Beck Bogert Appice
12. "Black Cat Moan" (live) – Beck Bogert Appice
13. "Blues Deluxe/BBA Boogie" (live) – Beck Bogert Appice
14. "Jizz Whizz" – Beck Bogert Appice

### Disco tres
1. "'Cause We've Ended as Lovers" – Jeff Beck
2. "Goodbye Pork Pie Hat" – Jeff Beck
3. "Love Is Green" – Jeff Beck
4. "Diamond Dust" – Jeff Beck
5. "Freeway Jam" (live) – Jeff Beck
6. "The Pump" – Jeff Beck
7. "People Get Ready" – Jeff Beck featuring Rod Stewart
8. "Escape" – Jeff Beck
9. "Gets Us All in the End" – Jeff Beck
10. "Back on the Street" – Jeff Beck
11. "Wild Thing" – Jeff Beck
12. "Train Kept A-Rollin'" – Jeff Beck
13. "Sleep Walk" – Jeff Beck
14. "The Stumble" – Jeff Beck
15. "Big Block" – Jeff Beck
16. "Where Were You" – Jeff Beck